# Ламонт, Лилиан
Лилиан Ламонт (англ. Lillian Lamont; ум. 22 июня 1953) — американская танцовщица и актриса театра.

## Биография
Лилиан Ламонт (урождённая Лилиан Вемхоэнер) была американской танцовщицей. В 1928 году состоялся её дебют в театре.
Впервые она вышла на сцену 17 сентября 1928 года. Это было первое представление мюзикла  «Cross My Heart» в театре «Knickerbocker Theatre» на Бродвее. Постановка выдержала 64 представления. И с переменным успехом шла около двух месяцев.
Следующая работа в театре была у Лилиан только через пять лет. Макс Гордон, продюсер музыкальной комедии «Роберта» набирал танцовщиц для спектакля. В числе прочих, кастинг прошла и Лилиан Ламонт. Спектакль оказался удачным. Было дано около 300 представлений.
Здесь же Лилиан встретила будущего мужа, актёра Фреда Макмюррея. Они поженились только через три года. Свадьба состоялась 20 июня 1936 года. В 1942 году семья удочерила новорождённую девочку Сьюзан, а ещё через три года — мальчика, которого назвали Роберт.
Последние несколько лет жизни Лилиан тяжело болела. Она умерла через два дня после семнадцатой годовщины свадьбы, 22 июня 1953 года.